# Банников, Сергей Григорьевич
Сергей Григорьевич Банников (1921, село Ивановка, Тамбовская губерния — декабрь 1989) — деятель советских спецслужб, заместитель Председателя Верховного Суда СССР.

## Карьера
С 1937 года — на комсомольской работе: технический секретарь Гавриловского райкома ВЛКСМ, инструктор, секретарь комитета ВЛКСМ газеты «Сталинец». В 1938—1939 учился в Тамбовской областной школе комсомольских пропагандистов, после её окончания — инструктор, заведующий отделом Гавриловского райкома ВЛКСМ.
В сентябре 1939 года Банников становится курсантом Ленинградского Военно-морского политического училища им. А. А. Жданова.
Член ВКП(б) с 1940 года.
В 1953 году заместителя начальника УНКГБ — УМГБ по Вологодской области полковника Банникова назначили заместителем старшего советника в Аппарате старшего советника МВД СССР при МВД Болгарии. В 1956 году он назначен руководителем 7-го управления КГБ. Через три года Банников возглавил КГБ Туркменской ССР.
В то же время его производят в генерал-майоры.
В 1960 году Банников идёт на повышение и становится первым заместителем начальника ВГУ (на тот момент — О. М. Грибанова).
В 1963 году Банников стал заместителем председателя КГБ. После отставки Грибанова занял его место, возглавляя ВГУ (контрразведка) до 1967 года (одновременно оставаясь заместителем председателя КГБ). После того, как пост начальника ВГУ занял Г. К. Цинёв, он номинально оставался заместителем председателя.
Работа в органах КГБ прекратилась 12 октября 1967 года, когда Банников был избран на 3 Сессии Верховного Совета СССР заместителем председателя Верховного Суда СССР; данную должность занимал до декабря 1977 года, после чего был назначен заместителем директора научной информации ГКНТ при СМ СССР.

## Награды
орден Отечественной войны I степени (1945  г.), орден Трудового Красного Знамени (1967 г.), орден Красной Звезды (1944 г.), нагрудный знак «Почетный сотрудник госбезопасности» (1958 г.), 8 медалей;